# Le Manoir de la terreur (film, 1963)
Pour les articles homonymes, voir Le Manoir de la terreur.
Pour plus de détails, voir Fiche technique et Distribution.
Le Manoir de la terreur (Horror) est un film d'épouvante italien réalisé par Alberto de Martino, sorti en 1963.

## Synopsis
Nord de la France, à la fin du XIXe siècle. Après le décès accidentel de son père, Emilie de Blancheville, une jeune femme, retourne dans le château familial entretenu par son frère Rodrigue. Mais ce dernier est froid avec elle tandis les nouveaux employés, comme la gouvernante, sont aussi méprisants que lui envers elle. Emilie fait également connaissance avec l'assistante de son frère, Eleonore, une femme hautaine et menaçante. La nuit tombée, Emilie est en proie à d’épouvantables cauchemars. 
Emily est en fait hantée par la mort de son père, le comte Blancheville, brûlé vif dans un accident. Mais il s'avère qu'il est toujours vivant, malgré son visage entièrement brûlé, et qu'il se cache dans une tour isolée du château. Tenant sa fille pour responsable de son état, il s'est juré de la tuer avant son 21ème anniversaire. Il a décidé d'accomplir une prophétie familiale qui, pour que la lignée des Blancheville ne disparaisse pas, exige la mort de la dernière descendante, Emilie, avant ses 21 ans. Il lui reste 5 jours avant de les avoir.
Alors qu'elle s'aventure dans les méandres du manoir, elle tombe sur son père défiguré soigné par Eleonore. Ce dernier tente de convaincre sa fille de se sacrifier pour sauver leur lignée. 

## Fiche technique
- Titre original : Horror
- Titre français : Le Manoir de la terreur
- Réalisation : Alberto De Martino
- Scénario : Gianni Grimaldi et Bruno Corbucci
- Montage : Otello Colangeli
- Musique : Carlo Franci et Giuseppe Piccillo
- Photographie : Alejandro Ulloa
- Production : Italo Zingarelli et Alberto Aguilera
- Société de production et distribution : Titanus
- Pays d'origine :  Italie
- Langue originale : italien
- Format : Noir et blanc
- Genre : épouvante
- Durée : 90 minutes
- Dates de sortie : 
  -  Italie : 6 juin 1963
  -  France : 20 mai 1966

## Distribution
- Gérard Tichy  (VF : Roland Menard) : Rodrigue de Blancheville
- Ombretta Colli (sous le nom de Joan Hills)  (VF : Arlette Thomas) : Emilie De Blancheville
- Leo Anchóriz  (VF : Roger Rudel) : docteur LaRouche
- Helga Liné  (VF : Jacqueline Carrel) : Miss Eleonore
- Irán Eory  (VF : Sophie Leclair) : Alice Taylor
- Vanni Materassi (sous le nom de Richard Davis)  (VF : Jacques Torrens) : John Taylor
- Paco Morán (sous le nom de Frank Moran) : Alistair, le majordome
- Emilia Wolkowicz (sous le nom de Emily Wolkowicz) : la cuisinière
- Renato Terra (sous le nom de Harry Winter) : le garde-chasse